# 南燕麦
南燕麦（学名：Avena meridionalis）为禾本科燕麦属下的一个种。

## 扩展阅读
- 維基物種上的相關：南燕麦